# Voorloper (gereedschap)

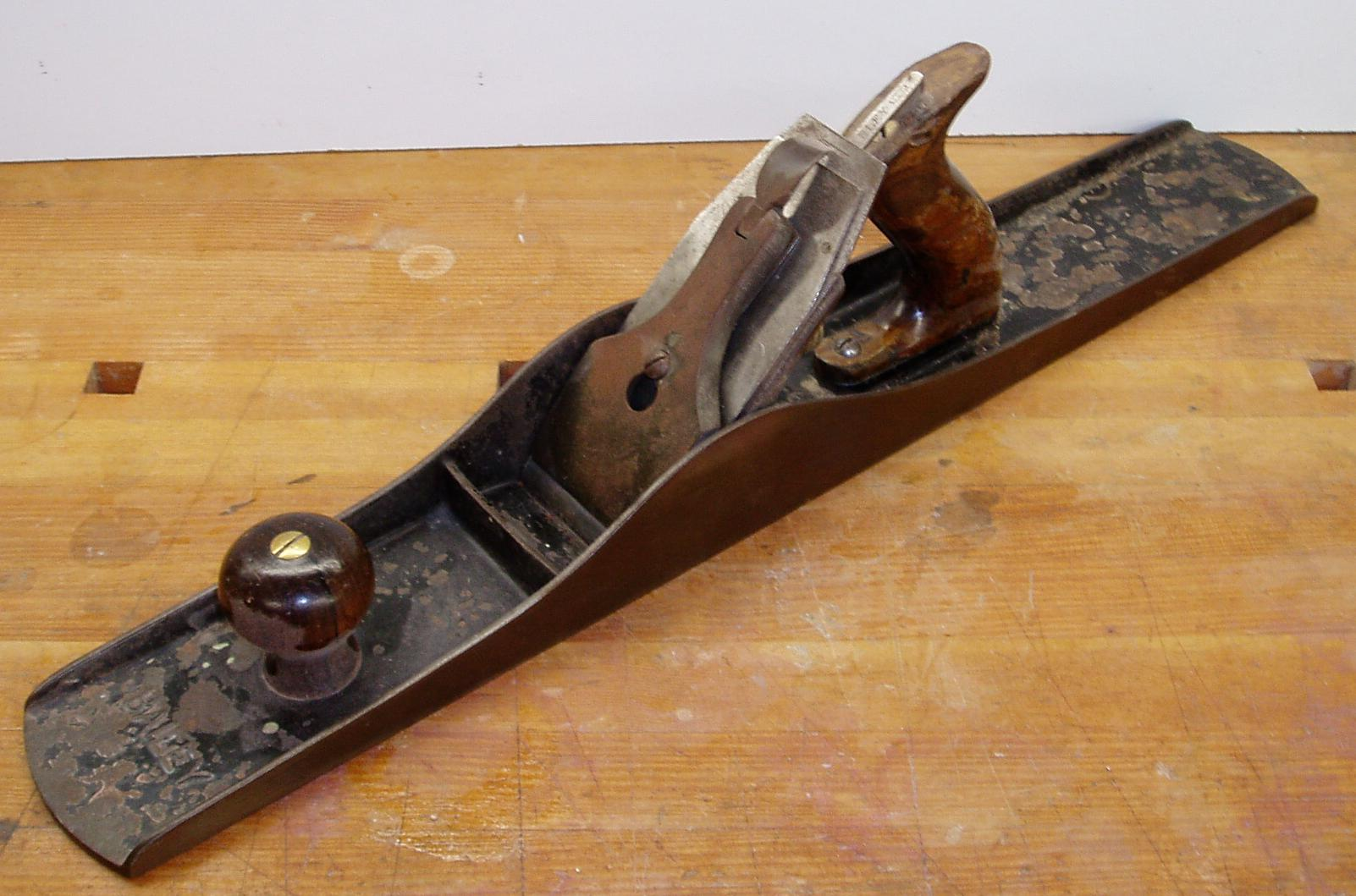
Voorloper

De voorloper is een bepaald type schaaf die wordt gebruikt in de houtbewerking. 
Houten voorlopers kennen een lengte van circa 650 millimeter (mm) met een beitelbreedte van 50 mm (2 duims). De voorloper wordt gebruikt om hout zuiver recht te schaven (reien geheten) en er kan veel hout mee worden weggeschaafd. De voorloper is voorzien van een dubbele beitel met een slijphoek van 35 graden. Een vergelijkbare schaaf is de reischaaf die in hout uitgevoerd nog wat langer (750 mm) of in staal wat korter is (550 mm), maar waarvan in beide uitvoeringen de slijphoek scherper is (30 graden) met meer beitelbreedte (56-60 mm).
De houten of ook stalen voorloper werd voornamelijk toegepast om hout alvast zo veel mogelijk recht en glad te schaven, waarna de reischaaf werd gebruikt voor het optimale resultaat. De voorloper werd echter ook wel toegepast als reischaaf. Vandaag de dag zijn deze wijzen van schaven grotendeels verdwenen.

## Bron
- G.J.M. Elbers en J. Polling (1977, 2e druk), Machines, materieel en gereedschappen in de bouw, blz. 298-300, Stam Technische Boeken, Culemborg, ISBN 9011242041